# Neotonchus chamberlaini
Neotonchus chamberlaini är en rundmaskart som beskrevs av Christian Wieser och Stephen Donald Hopper 1966. Neotonchus chamberlaini ingår i släktet Neotonchus och familjen Cyatholaimidae. Inga underarter finns listade i Catalogue of Life.